# Elisa Izaurralde
Elisa Izaurralde (Montevideo, 20 de septiembre de 1959–Tubinga, 30 de abril de 2018) fue una bióloga y bioquímica uruguaya. 

## Carrera
Izaurralde fue directora del Departamento de Bioquímica del Instituto Max Planck para la Biología del Desarrollo en Tubinga, Alemania desde 2005 hasta su fallecimiento en 2018. En 2008 recibió el Premio Gottfried Wilhelm Leibniz, compartido con la científica Elena Conti, por «nuevos conocimientos fundamentales sobre el transporte intracelular de ARN y el metabolismo del ARN». Junto con Conti, ayudó a caracterizar proteínas importantes para exportar ARN mensajero fuera del núcleo celular y más tarde en su carrera ayudó a dilucidar los mecanismos de la represión traslacional y la decadencia del ARN mensajero.

### Fallecimiento
Izaurralde falleció el 30 de abril de 2018 en Tubinga, Alemania, donde todavía se desempeñaba como directora del Departamento de Bioquímica del Instituto Max Planck para la Biología del Desarrollo.

## Premios y reconocimientos
- Premio Friedrich Miescher, Sociedad Suiza de Bioquímica, 1999[6]
- Premio al científico joven de la Organización Europea de Ciencias (ELSO), 2000[7]
- Fue elegida miembro de la Organización Europea de Biología Molecular (EMBO), 2000
- Premio Gottfried Wilhelm Leibniz, Fundación Alemana de Investigación, 2008[3]
- Premio Ernst Jung de Medicina, 2012[8]